# CYTIP
CYTIP (англ. Cytohesin 1 interacting protein) – білок, який кодується однойменним геном, розташованим у людей на короткому плечі 2-ї хромосоми. Довжина поліпептидного ланцюга білка становить 359 амінокислот, а молекулярна маса — 40 010.
| 10         |  | 20         |  | 30         |  | 40         |  | 50         |
| ---------- |  | ---------- |  | ---------- |  | ---------- |  | ---------- |
| MSLQRLLQHS |  | SNGNLADFCA |  | GPAYSSYSTL |  | TGSLTMDDNR |  | RIQMLADTVA |
| TLPRGRKQLA |  | LTRSSSLSDF |  | SWSQRKLVTV |  | EKQDNETFGF |  | EIQSYRPQNQ |
| NACSSEMFTL |  | ICKIQEDSPA |  | HCAGLQAGDV |  | LANINGVSTE |  | GFTYKQVVDL |
| IRSSGNLLTI |  | ETLNGTMILK |  | RTELEAKLQV |  | LKQTLKQKWV |  | EYRSLQLQEH |
| RLLHGDAANC |  | PSLENMDLDE |  | LSLFGPLPGP |  | GPALVDRNRL |  | SSESSCKSWL |
| SSMTMDSEDG |  | YQTCVSEDSS |  | RGAFSRQTST |  | DDECFIPKEG |  | DDFLRRSSSR |
| RNRSISNTSS |  | GSMSPLWEGN |  | LSSMFGTLPR |  | KSRKGSVRKQ |  | LLKFIPGLHR |
| AVEEEESRF  |  |            |  |            |  |            |  |            |

A: Аланін

C: Цистеїн

D: Аспарагінова кислота

E: Глутамінова кислота

F: Фенілаланін

G: Гліцин

H: Гістидин

I: Ізолейцин

K: Лізин

L: Лейцин

M: Метіонін

N: Аспарагін

P: Пролін

Q: Глутамін

R: Аргінін

S: Серин

T: Треонін

V: Валін

W: Триптофан

Задіяний у таких біологічних процесах як поліморфізм, альтернативний сплайсинг. 
Локалізований у цитоплазмі, ендосомах.